# La Esperanza, Santiago Comaltepec
La Esperanza är en ort i Mexiko.   Den ligger i kommunen Santiago Comaltepec och delstaten Oaxaca, i den sydöstra delen av landet, 400 km sydost om huvudstaden Mexico City. La Esperanza ligger 1 630 meter över havet och antalet invånare är 128.
Terrängen runt La Esperanza är huvudsakligen bergig, men den allra närmaste omgivningen är kuperad. Runt La Esperanza är det glesbefolkat, med 12 invånare per kvadratkilometer. Närmaste större samhälle är San Juan Bautista Valle Nacional, 17,8 km norr om La Esperanza. I omgivningarna runt La Esperanza växer i huvudsak städsegrön lövskog.